# 火目的巫女
《火目的巫女》，為日本輕小說作家杉井光的出道處女作，榮獲第12回電撃小説大賞〈銀賞〉，從2006年開始連載，目前出版至第3集，尚未完結。

## 簡介
上古時代，被異形怪物《化生》威脅生命的人們，唯一擁有能消滅化生的力量《火目》，圍繞在《火目式》的力量與謎團之中的巫女們，彼此相遇、願望與戰鬥交織的黑暗物語。

## 登場角色
伊月
本作女主角，18歲。7年前因目睹化生在自己面前吃掉母親，並毀滅自身生長的村落，因此立誓要成為火目，將化生全部都消滅殆盡，即使自身犧牲生命也無所謂的想法。
火目式位於左側腹。火目式力量相當強大但自身並不擅長控制與操作火目式的力量，因此經常因力量爆走將弓箭、護手等燒掉。
響箭的聲音為<鐘聲>。
1卷末加入火護眾『止』組。
3卷退出火護眾『止』組，加入『之』組。
佳乃
比伊月更早進入火垂苑，7歲時因雙眼被塗上殺蟲草而失明，為治療雙眼才進入火垂苑。
火目式的力量、視力、聽力比伊月、常和更加強大，8歲時就射出響箭，但對火目之位完全沒有興趣。
雖貴為弓削家千金，但真正的的父親為化生『天狼』，是化生與人類女子所生下的孩子，火之血極為濃厚且強大。因幼年雙眼遭到弓削弘兼塗上殺蟲藥草而失明，因此相當怨恨弓削家，知道火目的真相以及貴族的醜陋，因此認為這個國家乾脆滅亡算了，要將所有的人們都燒光的想法。
相當看重伊月，也滿喜歡常和，有時會捉弄伊月而感到開心。
火目式位於雙眼、兩耳後、脖子正後方，響箭的聲音為<雲雀啼聲>。
1卷末關入地牢。
3卷成為火護眾『之』組頭領。
常和
12歲，長谷部家養女。與伊月、佳乃為同時期御明，是3人之中年齡最小也最晚進入火垂苑的御明。火目式的力量與弓術都相當強大，視力僅次於佳乃之下。1卷中接替時子繼承火目之位。
火目式位於右鎖骨下方，響箭的聲音為<笛聲>。
在長谷部家時，為使火目式力量更強大，用火對火目式進行迫燒，製造人為的火目式，因此身上有燒傷痕跡。
1卷末成為火目
豐日(豊日、宜日)
天皇，火護眾『以』組頭領。對小時候失去雙親與故鄉的伊月給予照顧，不老不死。
弓削弘兼

茜
似乎對豐日有好感
双葉
上一代的御明。自願侍奉佳乃,並出自於真心的關心佳乃。只可惜在代替佳乃死後，才讓佳乃了解她的心，並成為佳乃活下去的支柱。
桐葉

千木良
與佳乃同是半人半生化的堂姊妹。
時子
上一代的火目，在廢火儀式前墮落為化生而逃跑，對殯宮造成嚴重損害。

## 用語
化生

火目式
由五顆紅色星型印記排列成五角型圖案的紅星胎記，又稱火目印記。為身上流有<火之血>的證明，化生、火目、御明等都有此特徵，火目式的力量與部位都不相同。
火目
正式職稱為「火督寮正護役」，任職期間的巫女都會被關在京都中心的烽火樓樓頂中，只要化生一出現就放出破魔火矢消滅它。並且火目的力量只能授予一人，因此當現任火目退位時，天皇會從御明中選取優秀者接下此位。
響箭
用於鎮住化生的破魔矢，通常為破魔矢的第一支。
灼箭
在鎮住化生之後用於攻擊與焚毀化生的破魔火矢，火焰焰色為青白色。除了化生之外不會給予傷害，是目前已知唯一可以與化生對抗的力量。 需要有接受燻淨儀式的「火目」才能使用。
御明
「火目」候選人的稱呼。
火垂苑
位於皇室內宮的東側同時也是訓練「御明」的地方，裡頭有御明與負責照顧御明的女官生活起居的寢殿以及弓場殿。
烽火樓
巫女「火目」所居住的高塔，位於京都的中央、皇室內宮的正中間。而高塔尖頂會有青白色的火焰燃燒著，用於表示「火目」的力量仍持續運作。
火護眾
在火目降下響、灼箭前困住化生以及在化生消滅後負責重建、救援人民的官方武裝組織。
由戈眾與斧眾組合編制，目前已知有三十六組共計一千零八人。而且也負責尋找御明並將之帶回的重要任務。
獻火儀式
用於迎接新任御明加入的儀式。
儀式的內容除了吟詠祝詞之外，也有模仿討伐化生的過程，並在最後由新來的御明踩踏著被火目式火焰焚燒代表化生形象的稻草人作為儀式的結束。
火培巡禮
為火護眾前往京都近郊村莊尋找擁有火目式的女孩的活動。另外依照慣例御明也會隨行。
賜火儀式
象徵著觀宮呼火命要降臨在火目身上的儀式。
而這也是天皇從御明中選擇出火目並將神弓火渡授予的重大儀式。
燻淨儀式
火目之位交接時，會焚燒像山一樣高的青草以淨化烽火樓的儀式。
實際上是成為火目的御明會被綁在烽火樓中柱上，然後被煙燻逐漸失去生命以利火之女神觀宮呼火命的神靈入駐身體。
廢火儀式
為埋葬前任「火目」的儀式，
於一般的葬禮不同，需將遺骨放在有鎮火之印的殯宮達四百天除去火氣，然後斬斷四肢，以槌子擊碎骨頭，浸漬在橡實的老油並裝入大壺以鎮火之印封印後放入堆滿黏土與石頭地底的墓室。而每當退位「火目」離開時殯宮墓室「無名陵」會引起共鳴。

## 單行本
| 集數 | 日本          | 日本                   | 臺灣 香港     | 臺灣 香港              |
| 集數 | 發售日期      | ISBN                   | 發售日期      | ISBN                   |
| ---- | ------------- | ---------------------- | ------------- | ---------------------- |
| 1    | 2006年2月10日 | ISBN 978-4-8402-3303-3 | 2010年6月2日  | ISBN 978-986-237-603-4 |
| 2    | 2006年5月10日 | ISBN 978-4-8402-3436-8 | 2010年7月21日 | ISBN 978-986-237-765-9 |
| 3    | 2006年8月10日 | ISBN 978-4-8402-3522-8 | 2010年9月30日 | ISBN 978-986-237-823-6 |